# النا پروکوفیوا
النا پروکوفیوا (انگلیسی: Elena Prokofyeva؛ زادهٔ ۲ اوت ۱۹۹۴) شناگر شنای موزون اهل روسیه است.
وی همچنین برندهٔ جوایزی همچون نشان دوستی شده‌است.
وی در مسابقات کشوری و بین‌المللی در مجموع برندهٔ ۱۲ مدال طلا شده‌است.